# Bien culturel important

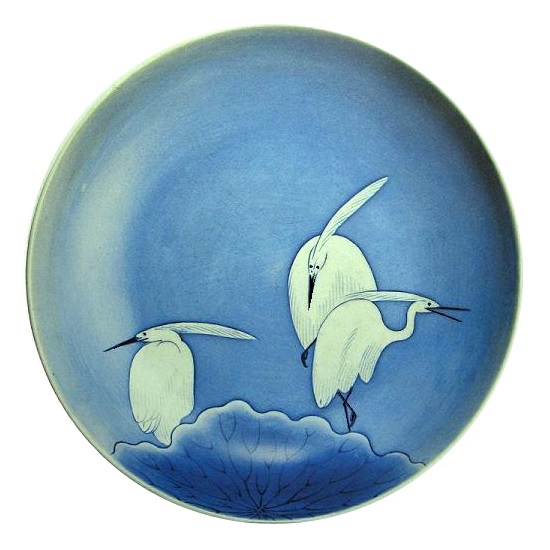
Plat Nabeshima aux trois hérons, vers 1690-1710, bien culturel important.

Au Japon, les biens culturels importants (重要文化財, jūyō bunkazai, souvent abrégé en 重文, jūbun) sont les propriétés précieuses du pays protégées par la Loi sur les propriétés culturelles de 1950, un échelon en dessous des trésors nationaux. Ces biens sont désignés par le ministère de l'Éducation, de la Culture, des Sports, des Sciences et de la Technologie, parmi ceux déjà classés comme « propriétés culturelles tangibles », c’est-à-dire bâtiments, beaux-arts, objets artisanaux ou documents historiques.

## La protection culturelle au Japon
La Loi sur les propriétés culturelles de 1950 a établi un système de classement des biens afin de protéger le patrimoine culturel du Japon. Elle impose notamment des contraintes fortes pour leur préservation, leur restauration et leur exposition. Parmi les propriétés culturelles dites tangibles (structures, sculptures, peintures, artisanats, calligraphies, livres, documents historiques, objets archéologiques, sabres, céramiques, laques…), celles ayant un intérêt historique ou artistique particulièrement important peuvent être désignées soit « biens culturels importants », soit « trésors nationaux » pour les plus précieuses. Les autres types de propriétés culturelles (intangibles, folklores, paysages…) possèdent des désignations équivalentes (par exemple, « biens culturels intangibles importants »).
La désignation peut se faire à plusieurs échelles : communale (市定重要文化財), préfectorale (県定重要文化財) ou nationale (国定重要文化財) ; dans ce dernier cas, on ne mentionne généralement pas l’échelle. Ces différents niveaux peuvent se cumuler.
C’est principalement le Comité pour la protection des biens culturels de l’Agence pour les Affaires culturelles qui est chargé des désignations : la procédure impose un rapport préliminaire, puis instruction dans des sous-commissions dédiées à chaque spécialité. Si le rapport final est positif, le ministère signe officiellement les décrets et délivre un certificat au propriétaire du bien (la désignation est effective dès promulgation au journal officiel),. Le ministère publie en outre une liste indicative de critères afin de justifier et caractériser les désignations.

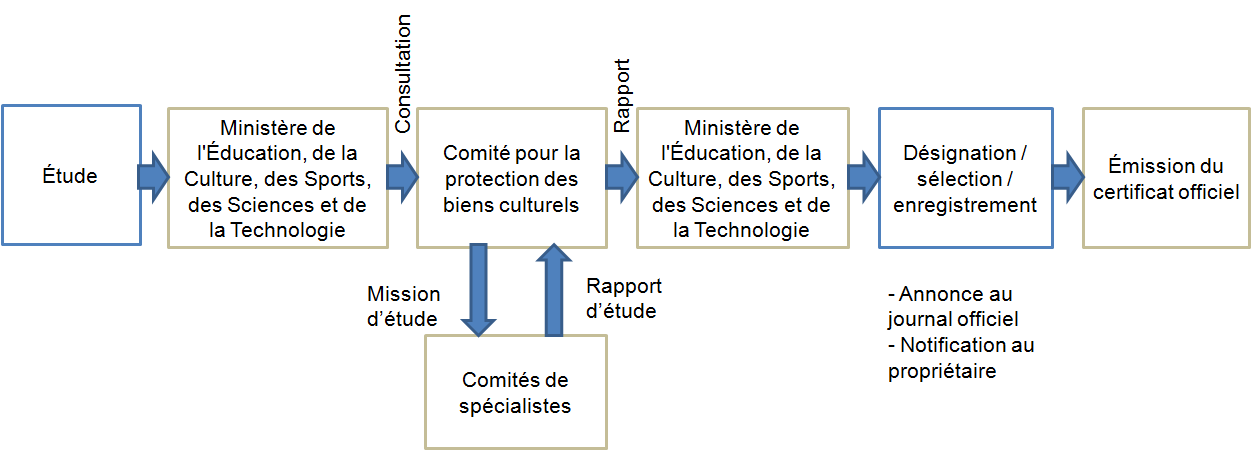
Processus de désignation des biens culturels au Japon.

## Répertoire
D’après le rapport du 1er avril 2011 de l’Agence pour les Affaires culturelles, le catalogue des biens culturels importants se compose d’un total de 12 761 pièces (dont 1 082 trésors nationaux). Plus précisément :
Bâtiments ou structures
- 2 374 sites historiques, comptant en réalité 4 404 bâtiments et autres structures protégés

Beaux-arts et artisanats
- 1 969 peintures
- 2 647 sculptures
- 2 422 pièces d’artisanat
- 1 876 calligraphies ou livres
- 734 anciens documents
- 578 pièces archéologiques
- 161 ressources historiques

(Compte : 10 387).

## Galerie
Quelques biens culturels importants de chaque catégorie.

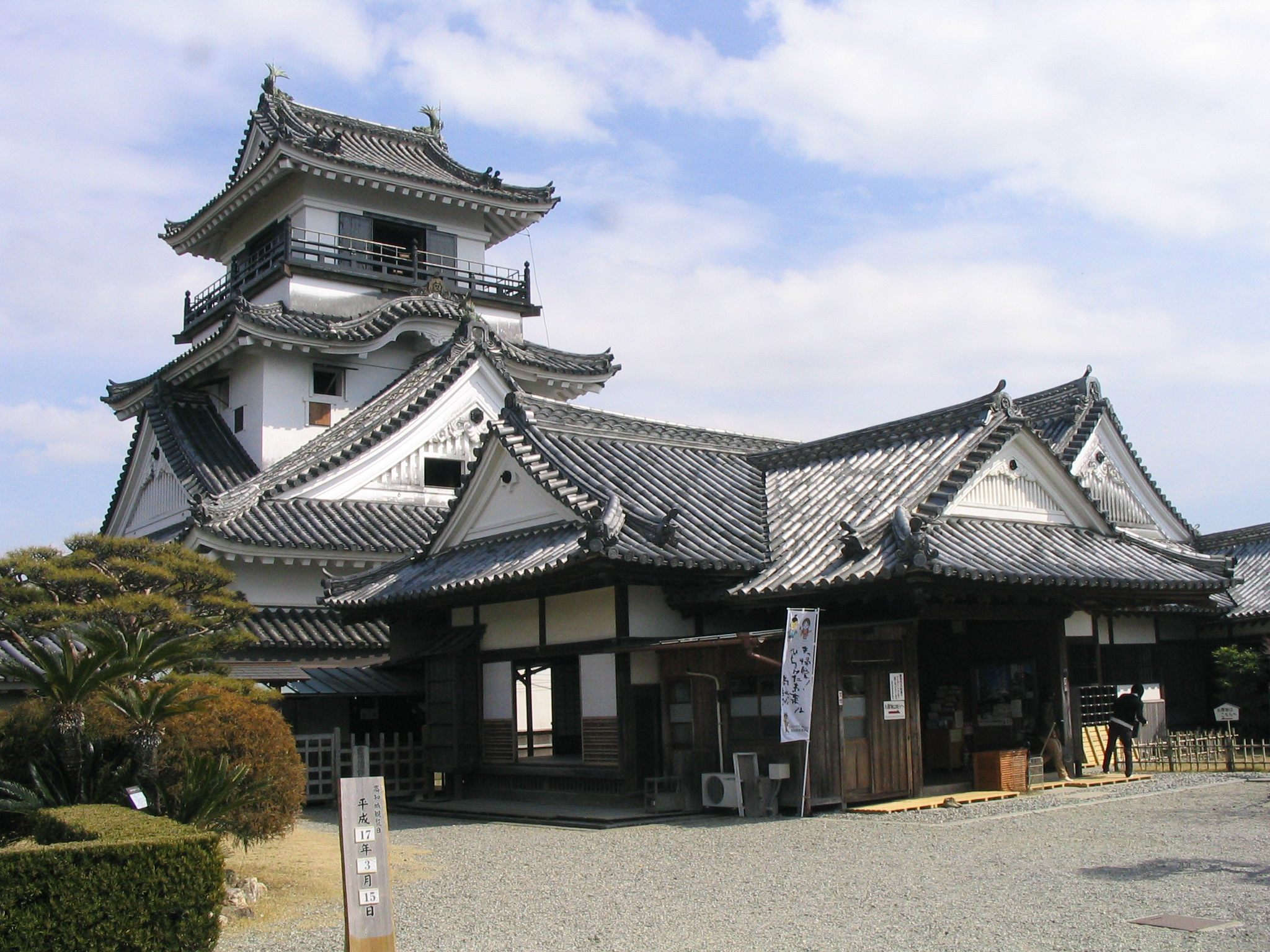
Château de Kōchi, 1601.
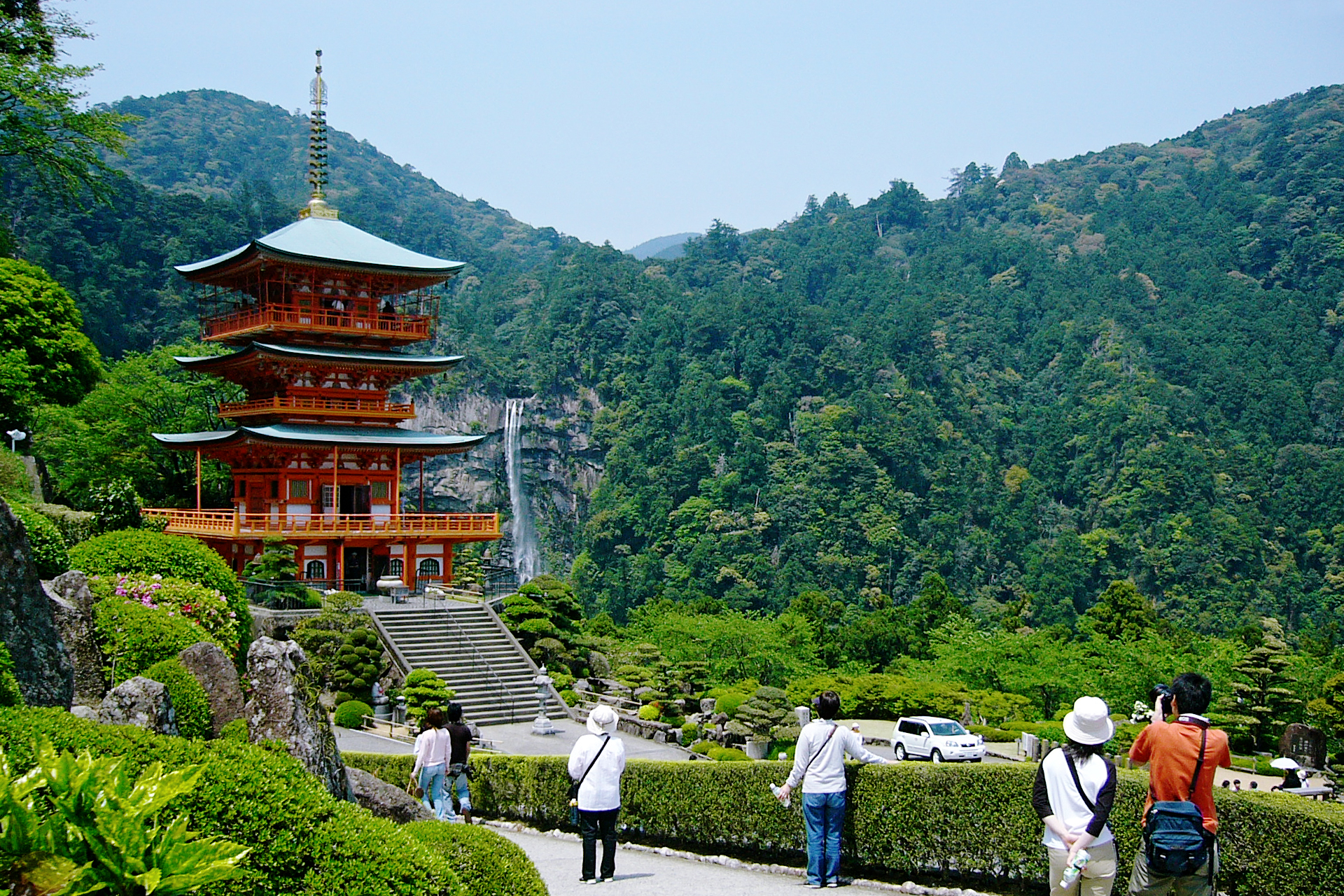
Seiganto-ji.
Peinture de Sakai Hōitsu, XIXe siècle.
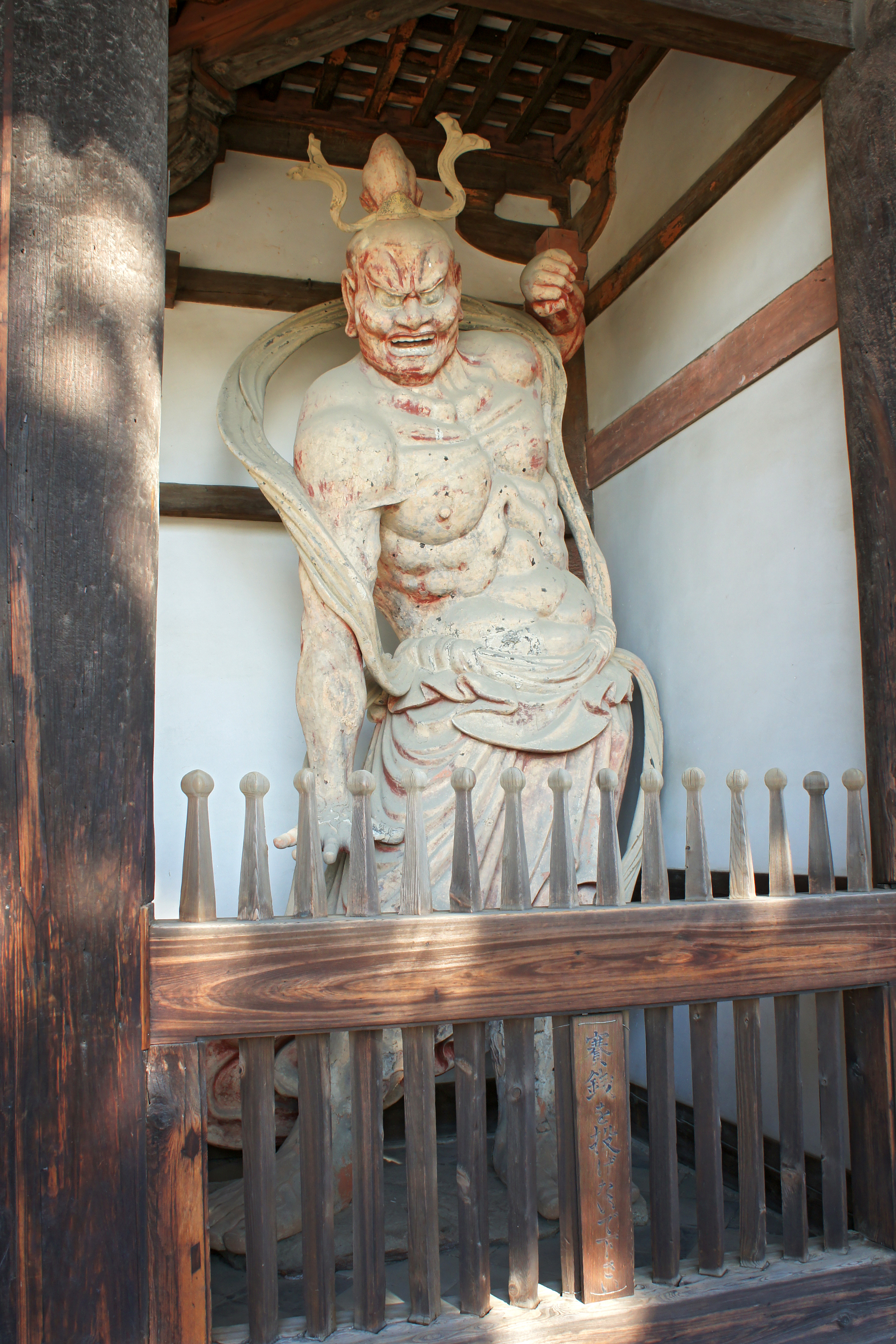
Sculpture d’un niō au Hōryū-ji, VIIe siècle.
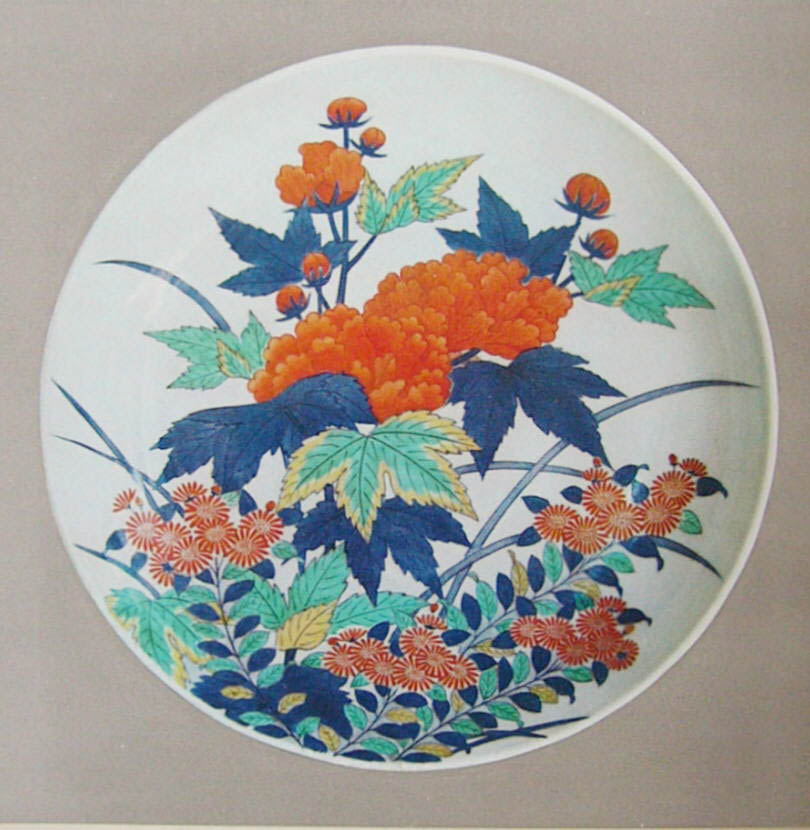
Céramique à motif floral, XVIIe siècle.
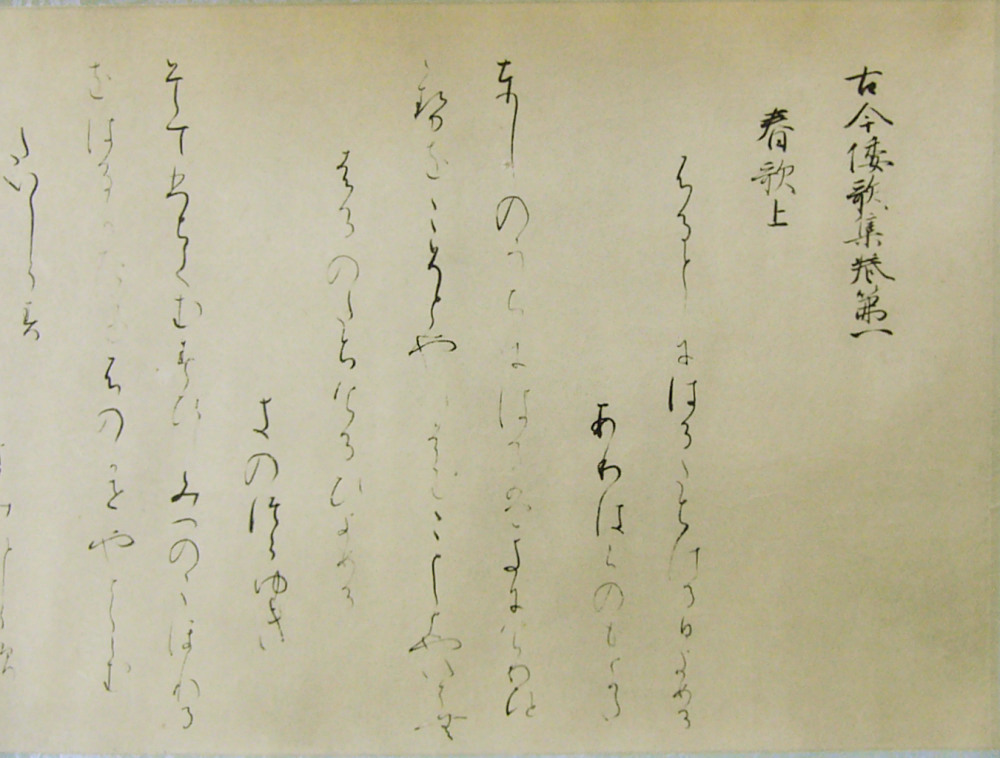
Introduction du Koyagire (recueil impérial de poésie), 1050.
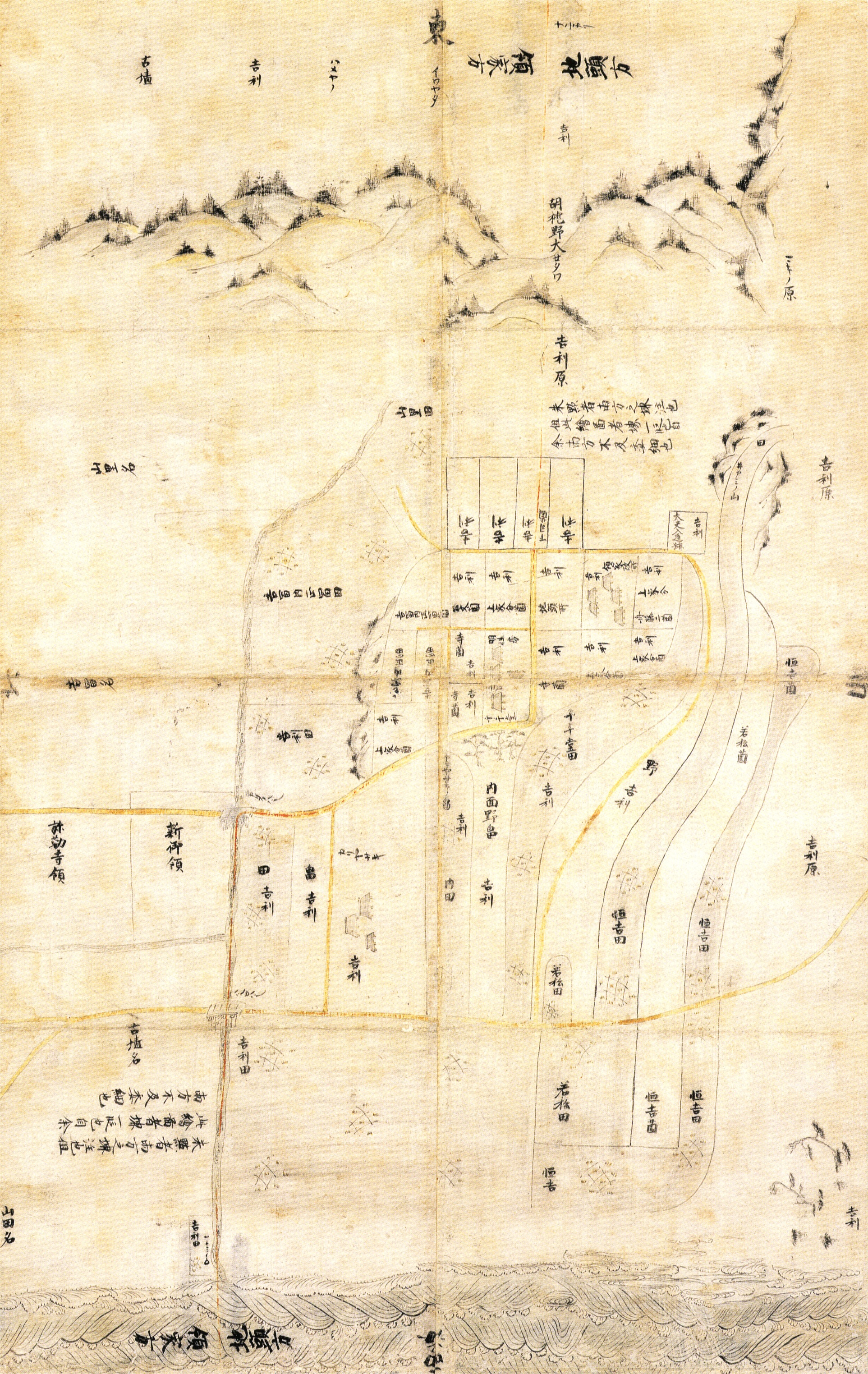
Plan du domaine de Hiokikitagō à Satsuma, 1324.
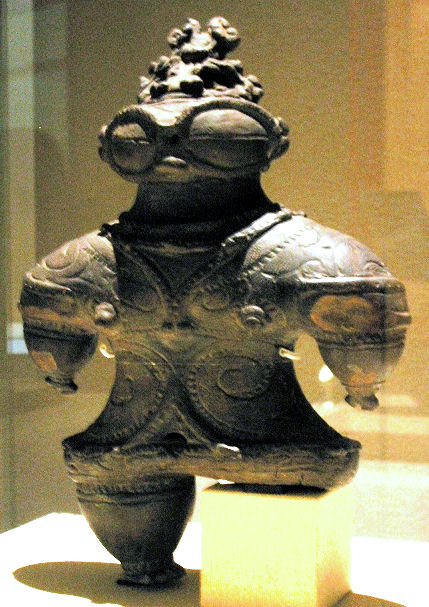
Statuette en poterie Jōmon, 1000-400 av. J.-C.
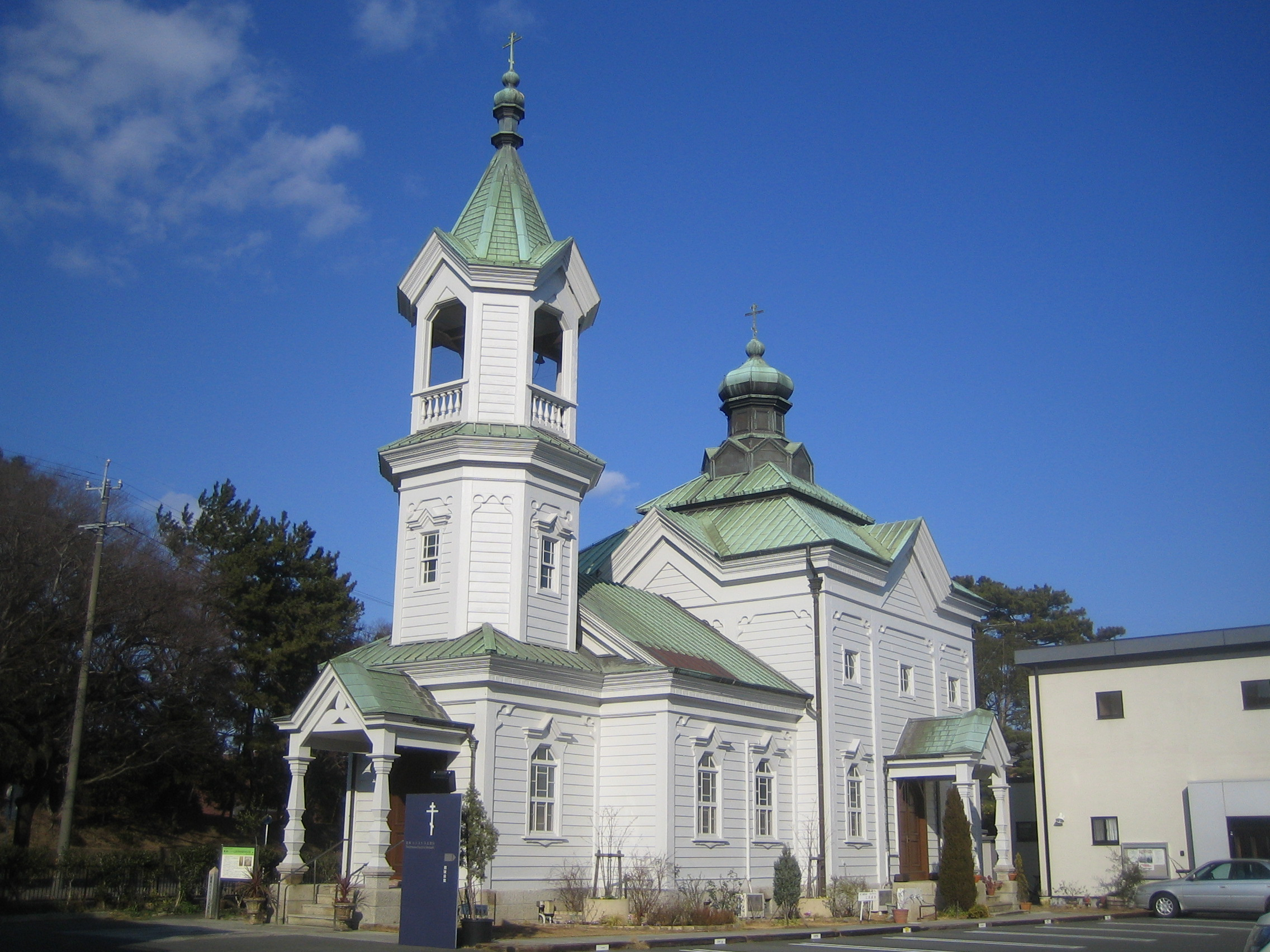
Église orthodoxe de Toyohashi, 1913.